# 僕らが強く。
『僕らが強く。』（ぼくらがつよく。）は、日本のバンド・DISH//の3作目の配信限定シングルである。

## 概要
- 前作『PM 5:30』から約9ヶ月振りのリリース[注 1]。
- 表題曲「僕らが強く。」は、マカロニえんぴつのボーカルであるはっとりからの楽曲提供である[2]。
- 本楽曲は、歌詞およびタイトルが決定していないデモ段階で、メンバーがこの曲を聴いて感じたことや、コロナ禍で過ごすすべての人に伝えたいことを、作詞・作曲を手掛けたはっとりに託し、制作された[2]。誰しもが先行きの見えない状況への不安や焦燥に駆られているが、それでもきっと今まで通り笑い合っていられる日々がくるという思いや、共に戦おうという強いメッセージが込められている[2]。
- 同曲は、日本テレビ系『スッキリ』の2020年8月度テーマソングである[2]。
- 2022年1月12日にリリースされたマカロニえんぴつのアルバム『ハッピーエンドへの期待は』にセルフカバーが収録された[3]。

## 収録曲
1. 僕らが強く。
作詞・作曲：はっとり
編曲：はっとり、宗本康兵
  - 日本テレビ系『スッキリ』2020年8月度テーマソング
  - マカロニえんぴつのはっとりからの楽曲提供。